# Luis Largo
Luis Alberto Largo Quintero (Chíquiza, 14 april 1990) is een Colombiaans wielrenner.

## Carrière
Largo testte positief op 19-norandrosteron bij een out-of-competitioncontrole op 22 januari 2014 in Villongo en werd voor twee jaar geschorst. Zijn uitslagen in de Ster van Bessèges 2015 werden geschrapt. Na zijn rentree reed hij onder meer tweemaal de Ronde van Colombia en werd hij derde in een etappe in de Ronde van Táchira. Bij zijn tweede deelname aan de ronde van zijn thuisland na zijn schorsing testte Largo positief op het gebruik van Cera, wat hem een nieuwe schorsing van acht jaar opleverde.

## Overwinningen
2010
1e etappe Ronde van Colombia, Beloften (ploegentijdrit)

## Ploegen
- 2014 –  Colombia